# St Martin's Church (Canterbury)
St Martin's Church in Canterbury is de langst onafgebroken in gebruik zijnde parochiekerk van Engeland. In het huidige gebouw zijn Romeinse bouwmaterialen verwerkt.
Volgens Beda was de kerk al gebouwd gedurende de Romeinse tijd, maar later in onbruik geraakt. In de zesde eeuw werd het de privékapel van koningin Bertha van Kent, nog voor de komst van missionaris Augustinus van Canterbury naar Engeland. Bertha was van Frankische afkomst en christen toen ze naar Engeland ging om met koning Ethelbert van Kent te huwen. Hij stond haar toe haar geloof te blijven belijden. 
In 1988 werden Canterbury Cathedral, St Augustine's Abbey en St. Martin's Church gezamenlijk door UNESCO op de Werelderfgoedlijst geplaatst.

## Graven van beroemdheden
Het kerkhof bevat graven van veel lokale families en bekende personen. Onder meer zijn hier begraven:
- Thomas Sidney Cooper, kunstschilder, overleden op 7 februari 1902
- Mary Tourtel, illustratrice, overleden op 15 maart 1948
- Herbert Tourtel, schrijver en adjunct-redacteur van de Daily Express, overleden op 6 juni 1931

## Afbeeldingen

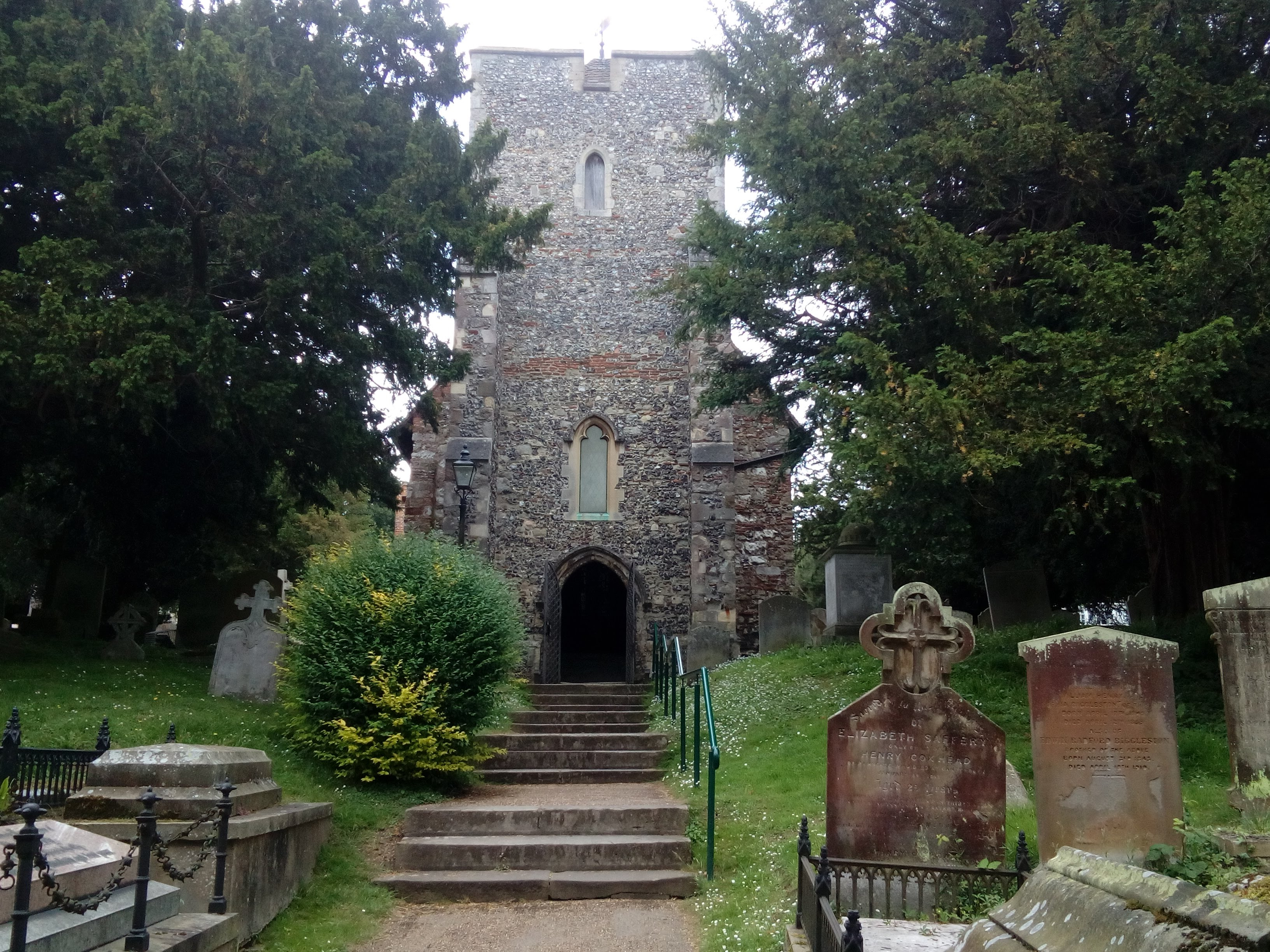
Westkant van de kerk met de ingang en de kerktoren
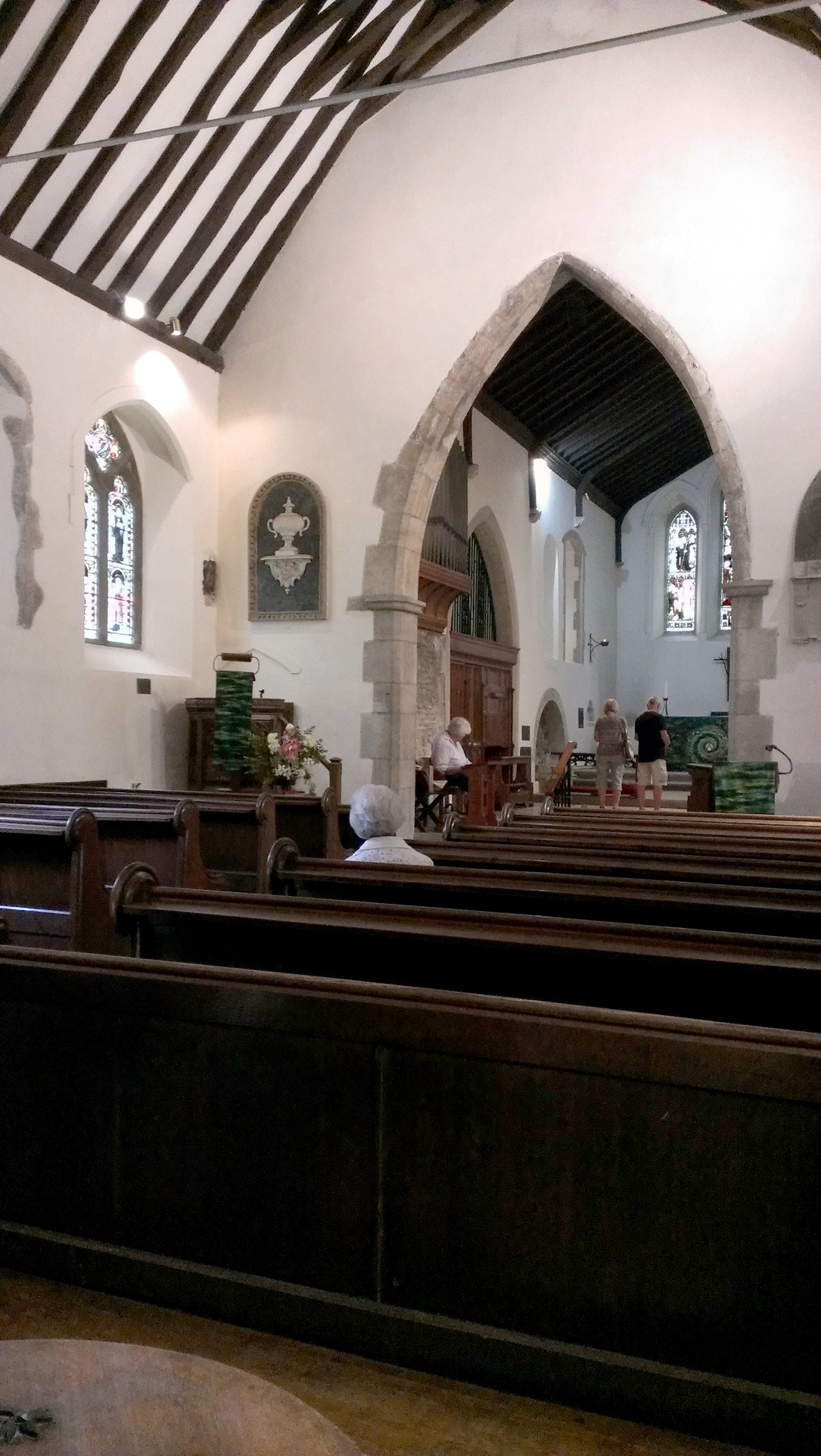
St Martin's Church, interieur
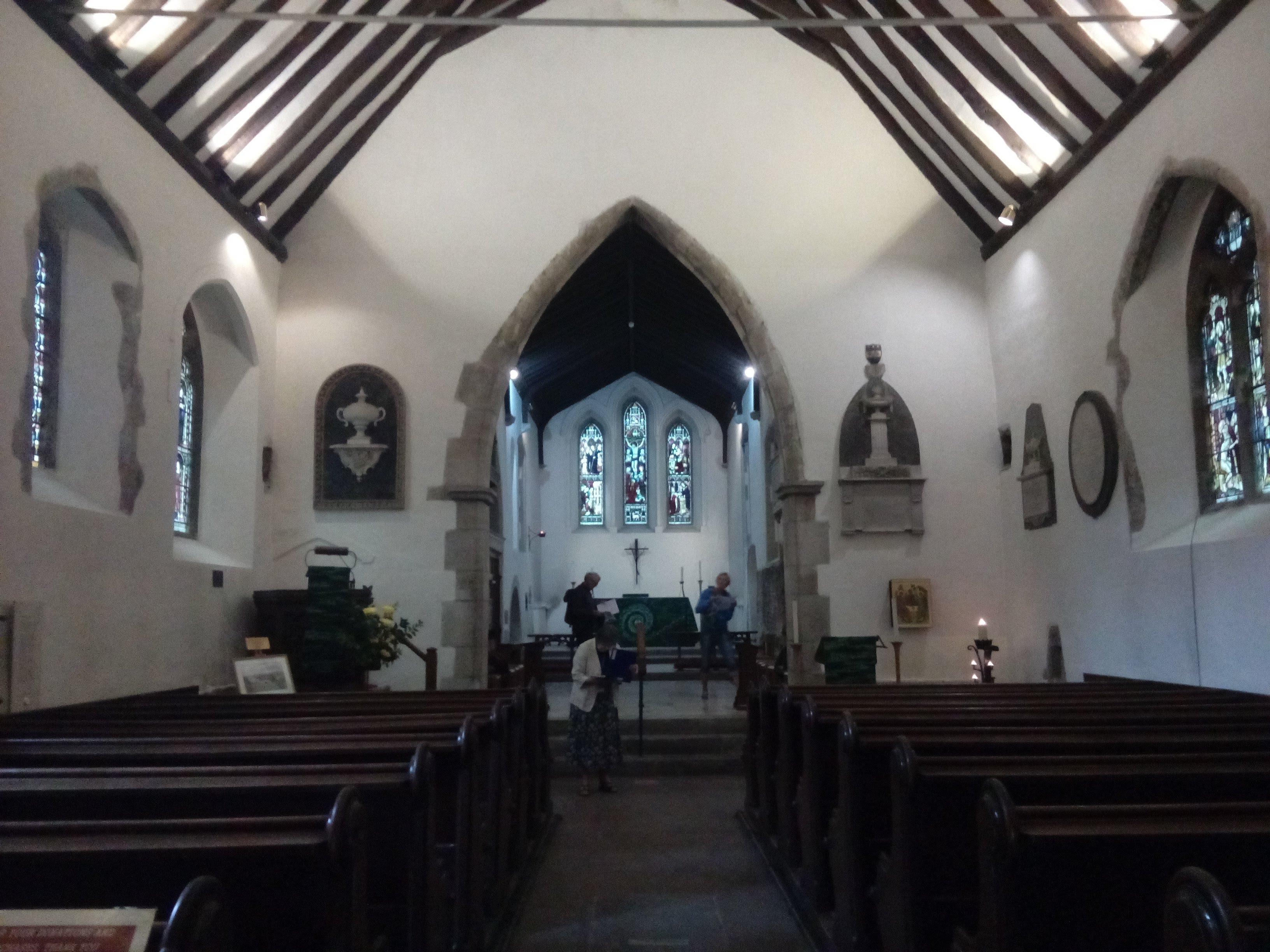
Interieur uit de 12e eeuw
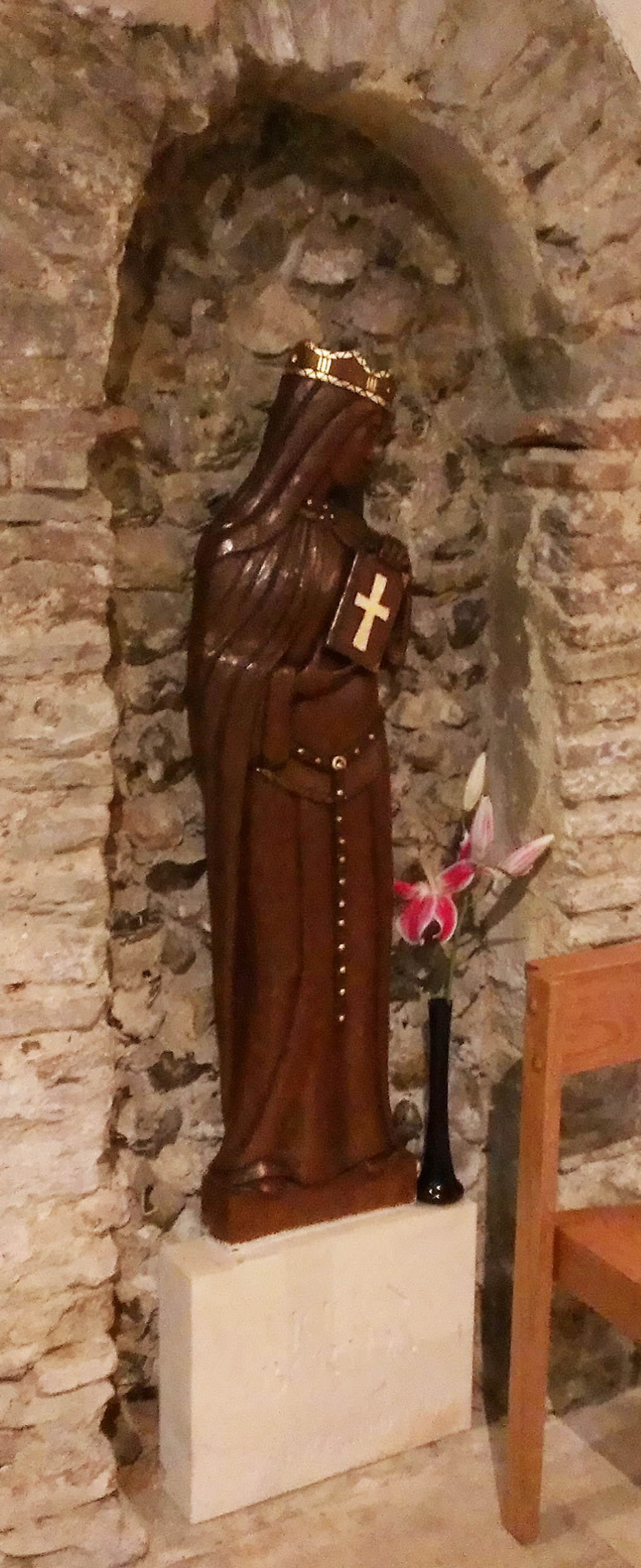
Houten beeld uit de 15e eeuw van de heilige Bertha van Kent
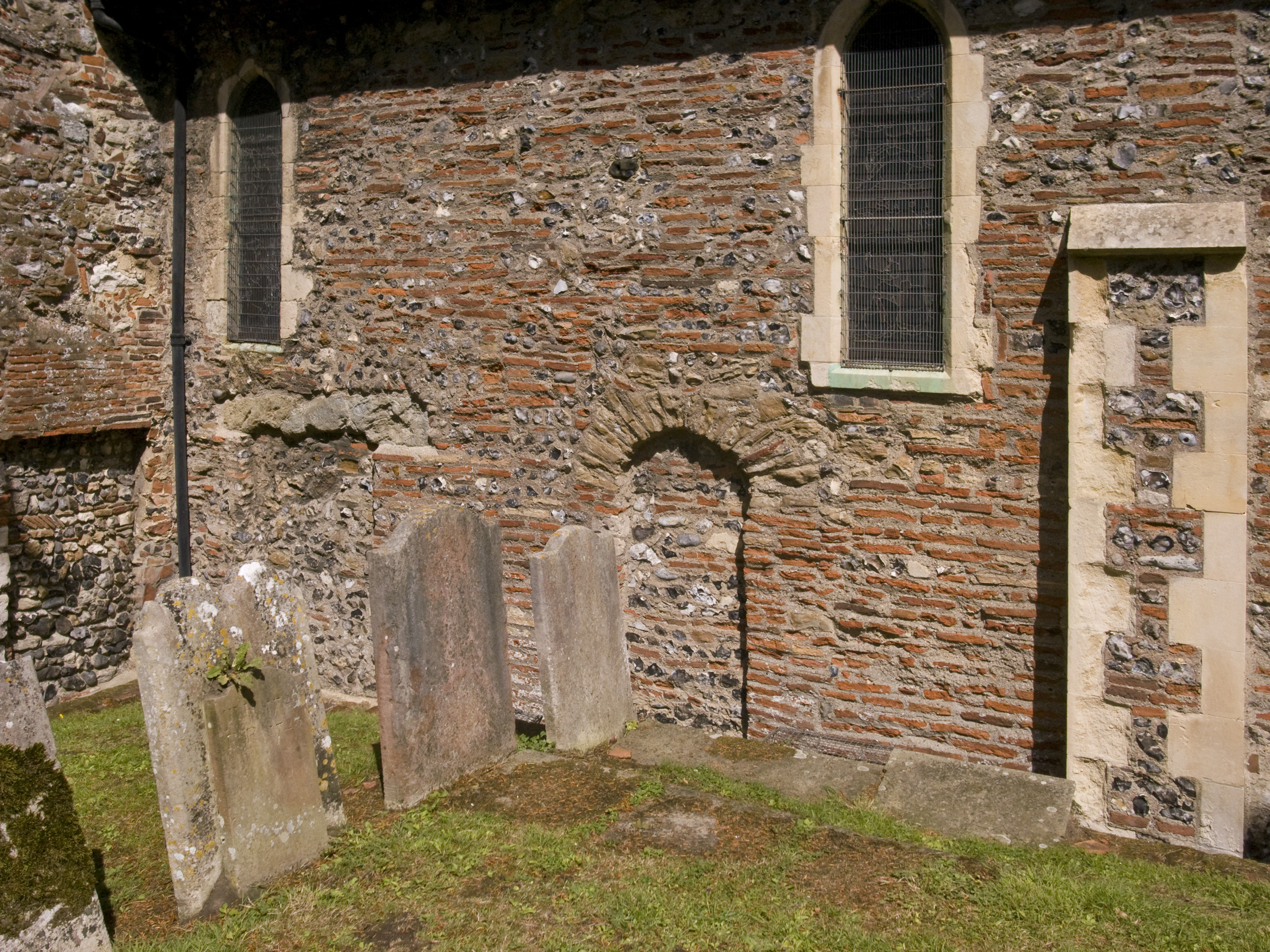
De noordmuur aan de buitenkant. De rode stenen zijn afkomstig van Romeinse bouwwerken en de oudste stenen van het gebouw
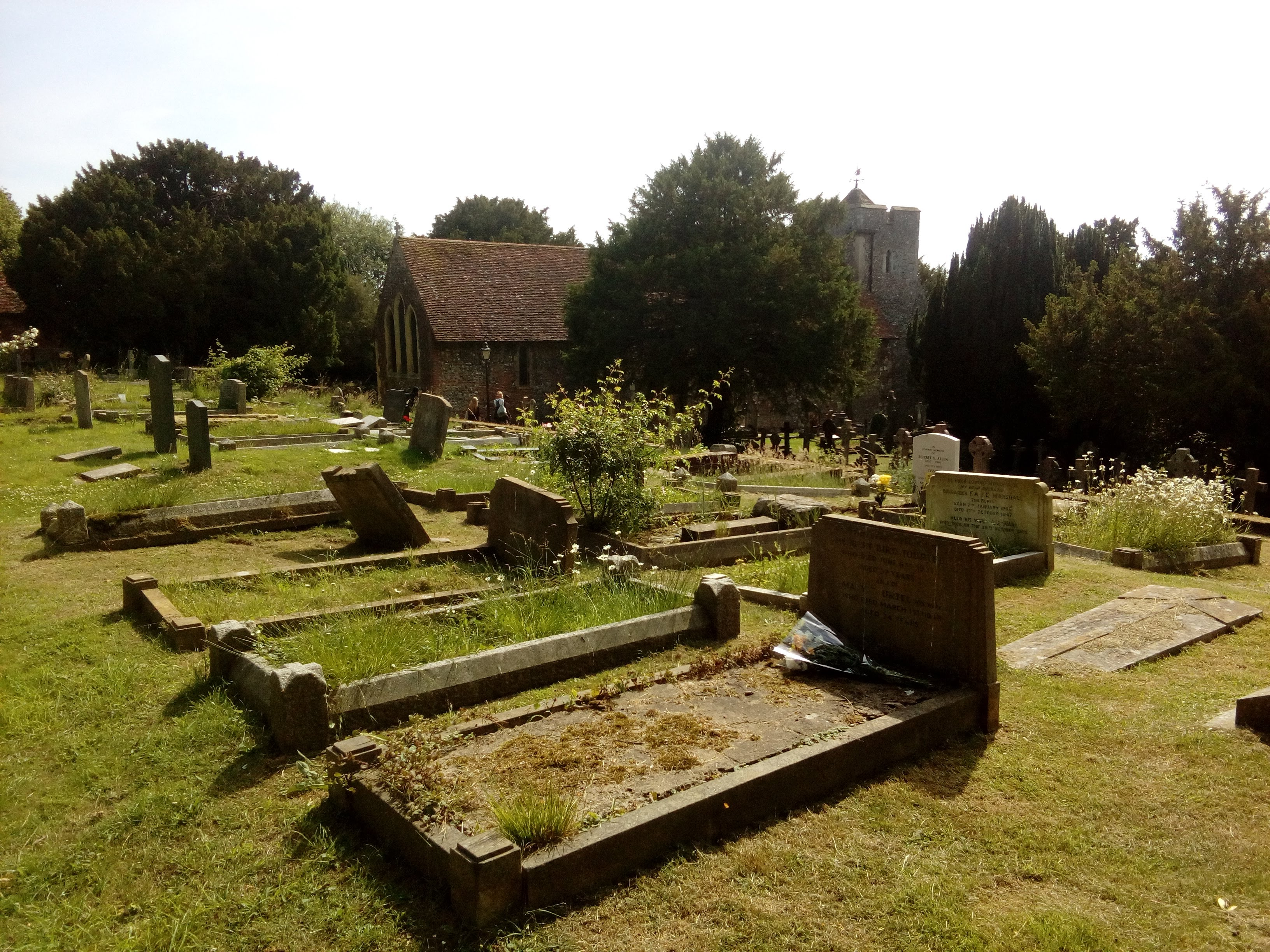
Gedeelte van de begraafplaats
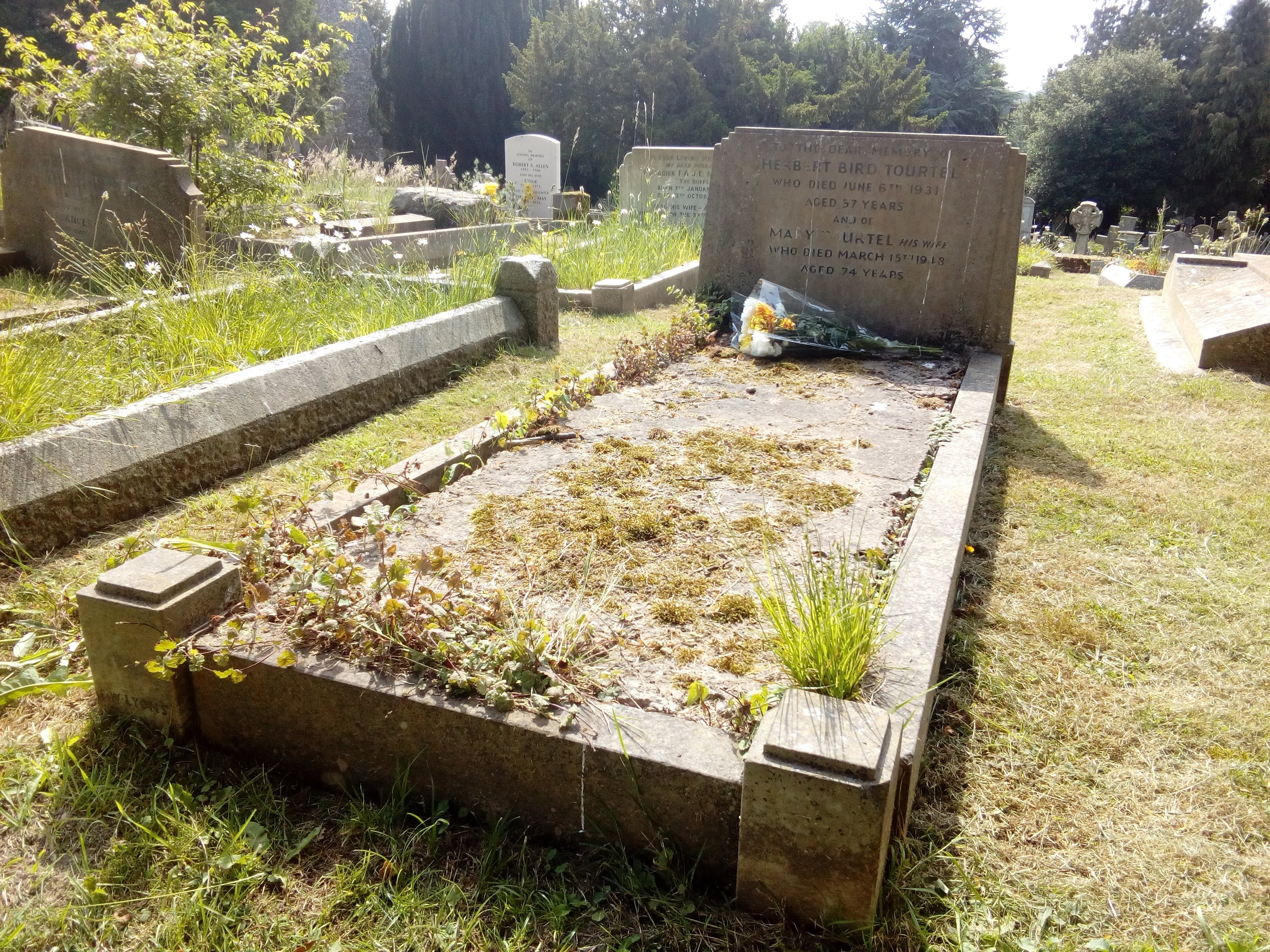
Het graf van Mary en Herbert Tourtel